# 539-й отдельный минно-сапёрный батальон
539-й отдельный минно-сапёрный батальон  — воинская часть в вооружённых силах СССР во время Великой Отечественной войны.

## История
Формировался с июля 1941 года в Московском военном округе в местечке Болшево, на плацу НИИ-4 Мытищинским райвоенкоматом как 539-й отдельный сапёрный батальон, в течение августа 1941 года стал минно-сапёрным батальоном. Состоял из четырёх рот , был укомплектован автомобилями.
В составе действующей армии с 17 сентября 1941 года по 10 июля 1943 года.
В начале сентября 1941 года своим ходом был переброшен в Волхов, действовал в течение 1941 года в районе Синявино - Войбокало
Принимал активное участие в Любанской операции, действуя в горловине прорыва 2-й ударной армии, прокладывая гати, минируя оборонительные рубежи, совершая диверсионные операции. Так, в ночь на 28 марта 1942 года взвод из состава батальона подорвал в тылу участок железной дороги Новгород — Батецкая — Ленинград, а на обратном пути, вступив в бой, захватил пленных. С 16 по 25 июня 1942 года батальон, во время очередного прорыва кольца, действует вслед за ударной группой 52-й армии, минируя отвоёванные позиции, за этот период поставил 10 тысяч противотанковых и противопехотных мин для прикрытия дорог.
По завершении операции совершенствовал оборону по Волхову, в августе-сентябре 1941 года принимал участие в Синявинской операции, в феврале-марте 1943 года - в Смердынской наступательной операции.
10 июля 1941 года переформирован в 539-й отдельный моторизованный инженерный батальон, получивший в дальнейшем почётное наименование «Дновский».

## Подчинение
| Подчинение по месяцам | Подчинение по месяцам                                      | Подчинение по месяцам | Подчинение по месяцам | Подчинение по месяцам                                         |
| Дата                  | Фронт (округ)                                              | Армия                 | Корпус (группа)       | Примечания                                                    |
| --------------------- | ---------------------------------------------------------- | --------------------- | --------------------- | ------------------------------------------------------------- |
| 1 августа 1941 года   | Московский военный округ                                   | -                     | -                     | —                                                             |
| 1 сентября 1941 года  | Московский военный округ                                   | -                     | -                     | —                                                             |
| 1 октября 1941 года   | -                                                          | -                     | -                     | данных нет                                                    |
| 1 ноября 1941 года    | Ленинградский фронт                                        | 54-я армия            | -                     | -                                                             |
| 1 декабря 1941 года   | Ленинградский фронт                                        | 54-я армия            | -                     | по Справочнику боевого состава зафиксирован также в 4-й армии |
| 1 января 1942 года    | Волховский фронт                                           | -                     | -                     | -                                                             |
| 1 февраля 1942 года   | Волховский фронт                                           | -                     | -                     | -                                                             |
| 1 марта 1942 года     | Волховский фронт                                           | -                     | -                     | -                                                             |
| 1 апреля 1942 года    | Волховский фронт                                           | -                     | -                     | -                                                             |
| 1 мая 1942 года       | Ленинградский фронт (Группа войск Волховского направления) | -                     | -                     | -                                                             |
| 1 июня 1942 года      | Ленинградский фронт (Волховская группа войск)              | -                     | -                     | -                                                             |
| 1 июля 1942 года      | Волховский фронт                                           | -                     | -                     | -                                                             |
| 1 августа 1942 года   | Волховский фронт                                           | -                     | -                     | -                                                             |
| 1 сентября 1942 года  | Волховский фронт                                           | 8-я армия             | -                     | -                                                             |
| 1 октября 1942 года   | Волховский фронт                                           | 2-я ударная армия     | -                     | -                                                             |
| 1 ноября 1942 года    | Волховский фронт                                           | 59-я армия            | -                     | -                                                             |
| 1 декабря 1942 года   | Волховский фронт                                           | 59-я армия            | -                     | -                                                             |
| 1 января 1943 года    | Волховский фронт                                           | 59-я армия            | -                     | -                                                             |
| 1 февраля 1943 года   | Волховский фронт                                           | 59-я армия            | -                     | -                                                             |
| 1 марта 1943 года     | Волховский фронт                                           | 54-я армия            | -                     | -                                                             |
| 1 апреля 1943 года    | Волховский фронт                                           | 54-я армия            | -                     | -                                                             |
| 1 мая 1943 года       | Волховский фронт                                           | 54-я армия            | -                     | -                                                             |
| 1 июня 1943 года      | Волховский фронт                                           | -                     | -                     | -                                                             |
| 1 июля 1943 года      | Волховский фронт                                           | -                     | -                     | -                                                             |

## Командиры
- старший лейтенант, майор Владимир Филиппович Гусаров.